# Разборе (Требње)
Разборе (словен. Razbore) је насељено место у општини Требње, регија Југоисточна Словенија, Словенија.

## Историја
До територијалне реорганизације у Словенији било је у саставу старе општине Требње. До 2013. године, представљао је део насеља Разборе, које је административним границама било подељено на два насеља: Разборе (Требње) и Разборе-К. о. Пољане (Шмартно при Литији). Године 2013, део насеља под именом Разборе-К. о. Пољане су укинуте и припојене насељу Горњи Врх.

## Становништво
На попису становништва из 2011. године, Разборе је имало 46 становника.
| Број становника према пописима | Број становника према пописима | Број становника према пописима |
| ------------------------------ | ------------------------------ | ------------------------------ |
| 1991                           | 2002                           | 2011                           |
| 62                             | 46                             | 46                             |

Напомена: Године 2013. повећано за део насеља Горњи Врх (Шмартно при Литији, Средњесловенска регија).